# 코리아타임스
코리아타임스(영어: The Korea Times)는 대한민국에서 발행되는 영자 신문으로 1950년 11월 1일, 유엔군으로 참전하고 있던 외국 군인들에게 나라 안팎 뉴스를 신속하게 보도하고, 한국 실정을 해외에 알리자는 취지로 창간되었다.
1950년 6.25 사변 발발 후 유엔군에게 한국 사정을 알릴 목적으로 만들어졌다. 초대 사장은 김상용이었으며 편집진은 조용만, 주요섭, 피천득, 이석곤이었다. 2015년 4월 3일 국내 영어신문으로는 최초로 지령 2만호를 발간하였다.
편집국은 서울특별시 중구 와이즈타워에 있다. 현재 코리아타임스 회장은 승명호, 사장은 오영진이며, 편집국장은 김재경이다.